# Santa Cruz (Davao du Sud)
Pour les articles homonymes, voir Santa Cruz.
Santa Cruz est une municipalité du sud des Philippines située dans la province du Davao du Sud, sur l'île de Mindanao. Elle a été fondée le 5 octobre 1884.

## Subdivisions
La municipalité de Santa Cruz est divisée en 18 barangays (districts) :
- Astorga
- Bato
- Coronon
- Darong
- Inawayan
- Jose Rizal
- Matutungan
- Melilia
- Saliducon
- Sibulan
- Sinoron
- Tagabuli
- Tibolo
- Tuban
- Zone I
- Zone II
- Zone III
- Zone IV